# Království Planeta opic
Království Planeta opic (v anglickém originále Kingdom of the Planet of the Apes) je americký akční sci-fi film z roku 2024, který režíroval Wes Ball a jehož scénář napsal Josh Friedman. Jedná se o pokračování filmu Válka o planetu opic (2017) a čtvrtý díl rebootované série Planeta opic. V hlavních rolích se představili Owen Teague, Freya Allan , Kevin Durand, Peter Macon a William H. Macy. Film se odehrává 300 let po událostech filmu Válka o planetu opic a sleduje mladého šimpanze Noa, který se po boku lidské dívky Mae vydává na cestu, aby určil budoucnost opic i lidí.
Film měl slavnostní premiéru v TCL Chinese Theatre v Los Angeles 2. května 2024 a do kin ve Spojených státech amerických byl uveden 10. května studiem 20th Century Studios. Film získal pozitivní recenze, v nichž byla chválena režie, akční scény, vizuální efekty a výkony herců.

## Obsazení

### Opice
- Owen Teague jako Noa, mladý šimpanz
- Kevin Durand jako Proximus Caesar, ambiciózní šimpanz bonobo,[4] který vede pobřežní klan opic při hledání lidských technologií[5][6][7]
- Peter Macon jako Raka, moudrý a čestný orangutan bornejský, který se stane spojencem Noa[5][8]
- Lydia Peckham[9] jako Soona, šimpanzice a přítelkyně Noa[10]
- Travis Jeffery[9] jako Anaya, šimpanz a přítel Noa[10]
- Sara Wiseman[9] jako Dar, matka Noa
- Neil Sandilands[9] jako Koro, otec Noa[11]
- Eka Darville jako Sylva, gorila nížinná západní a vrchní velitel Proximovy armády[12][13]
- Ras-Samuel Weld A'abzgi[9] jako Blesk, šimpanzí voják Proximovy armády

### Lidé
- Freya Allan jako Mae/Nova,[pozn. 1] mladá dívka, která se připojí k Noovi na jeho cestě[5]
- William H. Macy jako Trevathan,[14] oportunista, který učí Proxima Caesara historii lidstva[15]
- Dichen Lachman[16] jako Korina, žena na lidské satelitní základně

## Vydání
Světová premiéra filmu se konala 2. května 2024 v TCL Chinese Theatre v Los Angeles a 8. května proběhlo předběžné promítání. Ve Spojených státech amerických byl film uveden do kin 10. května 2024, a to jak v běžných kinech, tak v kinech IMAX, Dolby Cinema, 4DX a ScreenX. Film měl být původně uveden 24. května, což se však změnilo kvůli uvedení filmů Furiosa: Sága Šíleného Maxe a Garfield ve filmu.

## Budoucnost
V červnu 2022 bylo oznámeno, že Disney a 20th Century plánují Kingdom jako první z nové trilogie filmů Planeta opic. Wes Ball to potvrdil v prosinci 2023 a vysvětlil, že film byl koncipován jako začátek trilogie, která „zapadá do odkazu“ předchozích tří filmů. Rick Jaffa a Amanda Silver také vyjádřili zájem natočit třetí trilogii filmů, čímž se celkový počet rebootovaných filmů Planety opic dostal na devět filmů.